# Гойстрой
Гойстрой (нім. Heustreu) — громада в Німеччині, розташована в землі Баварія. Підпорядковується адміністративному округу Нижня Франконія. Входить до складу району Рен-Грабфельд. Центр об'єднання громад Гойстрой.
Площа — 10,56 км2. Населення становить 1288 ос. (станом на 31 грудня 2020).